# 21577 Negron
21577 Negron (tên chỉ định: 1998 SU24) là một tiểu hành tinh vành đai chính. Nó được khám phá thông qua Chương trình nghiên cứu đối tượng gần Trái Đất của đài thiên văn Lowell ở Anderson Mesa Station ở Coconino County, Arizona, ngày 17 tháng 9 năm 1998. Nó được đặt theo tên Victor Negron, an electronics technician và transmitter operator ở Arecibo Observatory.